# Сјемјатиче
Сјемјатиче (подл. Simjatyčy, пољ. Siemiatycze, укр. Сім'ятичі) град је у подласком војводству, око 45 km јужно од Бјелска. По подацима из 2012. године број становника у месту је био 14 851.

## Историја
1443 - први писани помен града. Од 1975. до 1998. године град је административно припадао Бјалостоцком војводству (пољ. Województwo białostockie).

## Становништво
| 2012.  |
| ------ |
| 14 851 |

### Партнерски градови
- Цеденик